# Campionati mondiali di skeleton 2001
I Campionati mondiali di skeleton 2001, quattordicesima edizione della manifestazione organizzata dalla Federazione Internazionale di Bob e Skeleton, si tennero il 10 e l'11 febbraio 2001 a Calgary, in Canada, sulla pista del Canada Olympic Park, la stessa sulla quale si svolsero le competizioni del bob e dello slittino ai Giochi di Calgary 1988 nonché le rassegne iridate del 1992 e del 1996; furono disputate gare in due differenti specialità: nel singolo uomini e nel singolo donne e le vittorie furono ottenute rispettivamente dall'austriaco Martin Rettl e dalla svizzera Maya Pedersen.

## Risultati

### Singolo uomini
La gara fu disputata il 10 e l'11 febbraio nell'arco di quattro manches e presero parte alla competizione 36 atleti in rappresentanza di 20 differenti nazioni; campione uscente era il tedesco Andy Böhme, non presente a questa edizione dei mondiali, ed il titolo fu conquistato dall'austriaco Martin Rettl davanti al canadese Jeff Pain ed allo statunitense Lincoln DeWitt.
| Pos. | Atleti          | Nazione     | Tempo   | Distacco |
| ---- | --------------- | ----------- | ------- | -------- |
|      | Martin Rettl    | Austria     | 3'48"06 |          |
|      | Jeff Pain       | Canada      | 3'48"94 | +0"88    |
|      | Lincoln DeWitt  | Stati Uniti | 3'49"25 | +1"19    |
| 4    | Jim Shea        | Stati Uniti | 3'49"83 | +1"77    |
| 5    | Gregor Stähli   | Svizzera    | 3'50"00 | +1"94    |
| 6    | Christian Auer  | Austria     | 3'50"22 | +2"16    |
| 7    | Kazuhiro Koshi  | Giappone    | 3'50"61 | +2"55    |
| 8    | Duff Gibson     | Canada      | 3'50"80 | +2"74    |
| 9    | Kristan Bromley | Regno Unito | 3'50"81 | +2"75    |
| 10   | Chris Soule     | Stati Uniti | 3'51"02 | +2"96    |

### Singolo donne
La gara fu disputata il 10 e l'11 febbraio nell'arco di quattro manches e presero parte alla competizione 25 atlete in rappresentanza di 14 differenti nazioni; campionessa uscente era la tedesca Steffi Hanzlik, che concluse la prova al quarto posto, ed il titolo fu conquistato dalla svizzera Maya Pedersen davanti alla britannica Alex Coomber ed alla statunitense Tricia Stumpf, già medaglia di bronzo nella precedente edizione.
| Pos. | Atleti                | Nazione     | Tempo   | Distacco |
| ---- | --------------------- | ----------- | ------- | -------- |
|      | Maya Pedersen         | Svizzera    | 3'55"56 |          |
|      | Alex Coomber          | Regno Unito | 3'55"63 | +0"07    |
|      | Tricia Stumpf         | Stati Uniti | 3'55"87 | +0"31    |
| 4    | Steffi Hanzlik        | Germania    | 3'56"56 | +1"00    |
| 5    | Ekaterina Mironova    | Russia      | 3'57"40 | +1"84    |
| 6    | Lea Ann Parsley       | Stati Uniti | 3'58"60 | +3"04    |
| 7    | Monique Riekewald     | Germania    | 3'59"30 | +3"74    |
| 8    | Mellisa Hollingsworth | Canada      | 3'59"45 | +3"89    |
| 9    | Diana Sartor          | Germania    | 3'59"46 | +3"90    |
| 10   | Deanna Panting        | Canada      | 3'59"52 | +3"96    |

## Medagliere
| Posizione | Nazione     | Oro | Argento | Bronzo | Totale |
| --------- | ----------- | --- | ------- | ------ | ------ |
| 1         | Austria     | 1   | 0       | 0      | 1      |
| 1         | Svizzera    | 1   | 0       | 0      | 1      |
| 3         | Canada      | 0   | 1       | 0      | 1      |
| 3         | Regno Unito | 0   | 1       | 0      | 1      |
| 5         | Stati Uniti | 0   | 0       | 2      | 2      |
| Totale    | Totale      | 2   | 2       | 2      | 6      |